# Askaken
Askaken är en sjö i Ljungby kommun i Småland och ingår i Lagans huvudavrinningsområde. Sjön är 2,2 meter djup, har en yta på 0,371 kvadratkilometer och är belägen 157 meter över havet. Vid provfiske har bland annat abborre, braxen, gädda och mört fångats i sjön.

## Delavrinningsområde
Askaken ingår i det delavrinningsområde (630380-135742) som SMHI kallar för Inloppet i Unnen. Medelhöjden är 164 meter över havet och ytan är 23,55 kvadratkilometer. Det finns ett avrinningsområde uppströms, och räknas det in blir den ackumulerade arean 52,16 kvadratkilometer. Lidhultsån som avvattnar avrinningsområdet har biflödesordning 3, vilket innebär att vattnet flödar genom totalt 3 vattendrag innan det når havet efter 140 kilometer. Avrinningsområdet består mestadels av skog (61 procent) och sankmarker (16 procent). Avrinningsområdet har 1,02 kvadratkilometer vattenytor vilket ger det en sjöprocent på 4,3 procent. Bebyggelsen i området täcker en yta av 1,36 kvadratkilometer eller 6 procent av avrinningsområdet.

## Fisk
Vid provfiske har följande fisk fångats i sjön:
- Abborre
- Braxen
- Gädda
- Mört
- Sutare